# Antrophyum ledermannii
Antrophyum ledermannii là một loài dương xỉ trong họ Pteridaceae. Loài này được Hieron. mô tả khoa học đầu tiên năm 1920.